# Nasuhlar, Yenipazar
Nasuhlar là một xã thuộc huyện Yenipazar, tỉnh Bilecik, Thổ Nhĩ Kỳ. Dân số thời điểm năm 2011 là 61 người.